# Stadion Miejski w Wysokiem Mazowieckiem
Stadion Miejski w Wysokiem Mazowieckiem – stadion piłkarski, na którym swoje spotkania ligowe rozgrywa Ruch Wysokie Mazowieckie.

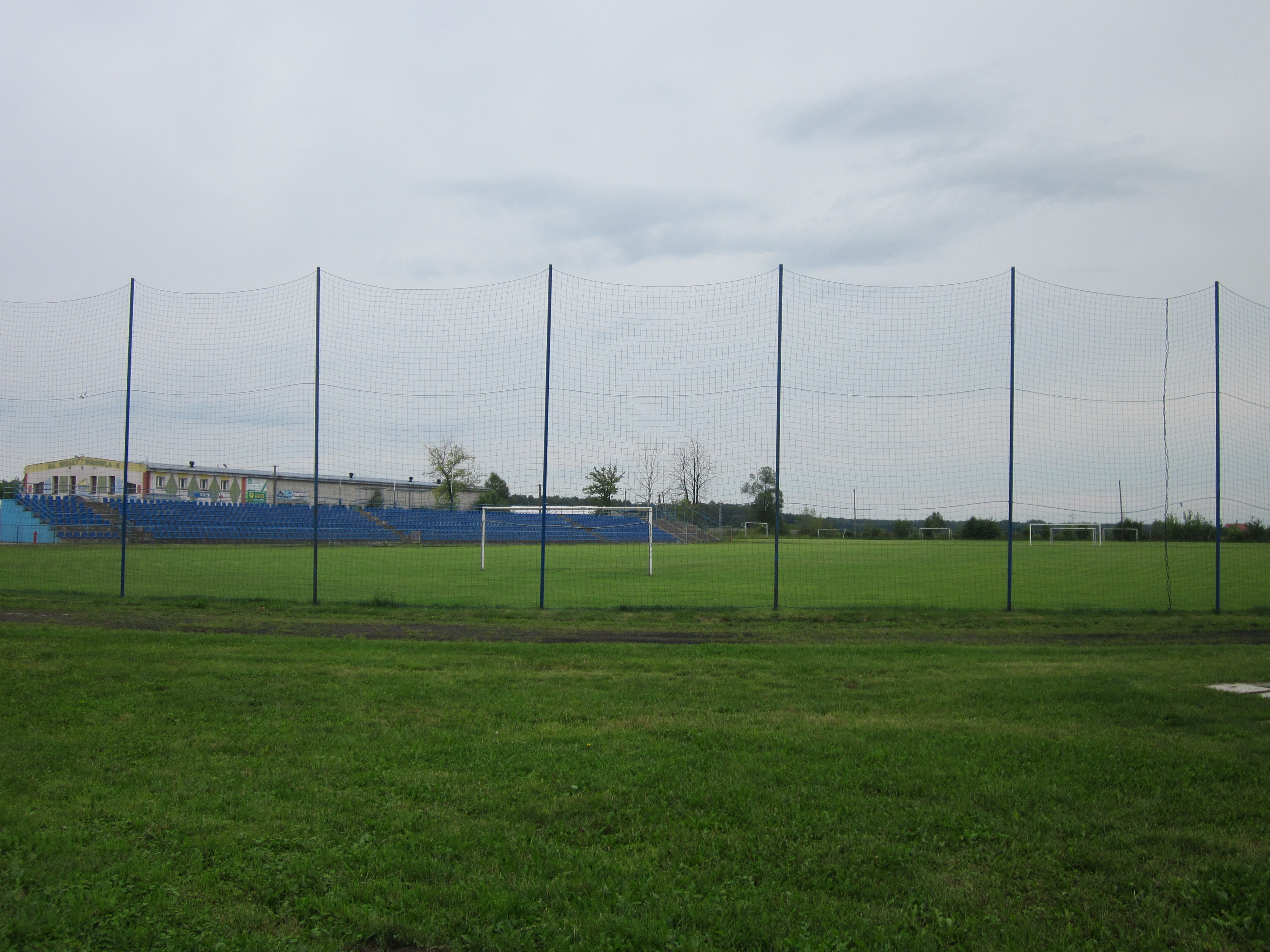
Stadion Miejski (wygląd sprzed modernizacji)

## Historia
Stadion Miejski w Wysokiem Mazowieckiem po gruntownej przebudowie, która obejmowała m.in. wybudowanie zadaszenia trybun na  999 miejsc siedzących, oświetlenie płyty boiska, parkingu i trybun, założenie systemu nawadniającego murawy,  monitoring całego obiektu, nagłośnienie,  wyposażenie boiska w bramki do piłki nożnej, tablicę wyników, maszty flagowe, ławki rezerwowe, wiaty dla sanitariuszy, piłkochwyty oraz  parking na 25 pojazdów i części ogrodzenia został oddany do użytku w 2016 roku.
Na otwarcie stadionu po modernizacji w Wysokiem Mazowieckiem 7 sierpnia 2016 roku mecz ligowy rozegrały Ruch Wysokie Mazowieckie i Jagiellonia II Białystok. Spotkanie III-ligowych drużyn zakończyło się remisem 1:1. Dla Ruchu bramę strzelił w 69. minucie Kamil Zalewski, dla Jagiellonii II Białystok w 9. minucie Dawid Polkowski.